# AVN Adult Entertainment Expo
AVN Adult Entertainment Expo o AEE è uno spettacolo commerciale dell'industria del sesso organizzato dall'AVN. 

## Descrizione
Si tiene ogni gennaio al Sands Expo and Convention Center di Las Vegas in Nevada (USA); di recente ne è stata ampliata la durata a quattro giorni.
L'AVN Awards Show, che si tiene durante l'Expo, accanto al Venetian Resort Hotel Casino, è il più grande evento mondiale dell'industria pornografica.
Viene tenuto simultaneamente al Consumer Electronics Show (CES), ma non c'è alcuna connessione tra le due manifestazioni.